# Lagotis
Lagotis es un género con 45 especies de plantas de flores de la familia Scrophulariaceae. 

## Especies seleccionadas
- Lagotis altaica
- Lagotis alutacea
- Lagotis angustibracteata
- Lagotis blatteri
- Lagotis borealis

## Sinónimo
- Gymnandra [Pall.]

- Datos: Q5194833
- Multimedia: Lagotis / Q5194833
- Especies: Lagotis